# Alergie na bílkovinu kravského mléka
Alergie na bílkovinu kravského mléka je jednou z nejčastějších alergií novorozenců, kojenců a batolat. Hlavními alergeny kravského mléka jsou syrovátkové bílkoviny a kasein. Alergické projevy se mohou objevit i při plném kojení – breast milk kolitida - kdy syrovátkové bílkoviny kravského mléka přecházejí do mléka mateřského a způsobují kojencům trávicí potíže. (poznámka – kasein, další z typů alergenů kravského mléka, přes mateřské mléko nepřechází) Ve stolici bývá obsažen hlen, který svědčí o zánětu ve střevě způsobeném alergenem. Při silné alergii bývá střevo narušováno natolik, že se objevují ve stolici nitky či kusy krve. Stolice bývá průjmovitá, častá, dítě trpí flatulismem (nadýmáním), kolikami, je uplakané, nespokojené. Potíže s trávením bývají nejvíce markantní, dále se přidružují projevy na kůži (ekzém) a trvalé zahlenění dítěte. Při plném kojení musí kojící žena dodržovat bezmléčnou dietu (potraviny bez mléka a mléčných produktů) a suplementovat vhodně vápník. (kojící matka by měla denně přijmout cca 1500 mg Ca).
V průběhu držení diety se stav postupně upraví, kojenci se upraví stolice, vymizí ekzém a zahlenění. Je vhodné toto podpořit probiotiky, které jí nejenom kojenec (probiotické kapky apod.), ale i kojící matka (Adults dophillus apod.) Probiotika napomáhají ke zdravému osídlení střeva a rychleji střevo regenerují. Při nedostatečné laktaci musí být dítě dokrmováno či plně krmeno mlékem s hydrolyzovanou (štěpěnou) bílkovinou. Pokud projevy alergie nemizí a přetrvávají je potřeba krmit jiným druhem mléka (aminokyselinový, plně štěpěný preparát).
Při zavádění příkrmů dítěte je potřeba postupovat velmi zvolna, dodržovat bezmléčnou dietu.
Krevní testy či testy na kůži (prick testy) mají v kojeneckém věku poměrně nízkou vypovídající hodnotu o tom, zda je či není dítě alergické. Nejspolehlivější možností, jak toto ověřit, je tzv. EET, eliminačně - expoziční test - vysazení mléka ze stravy a po 2-3 týdenní pauze opětovné podání produktu obsahujícího bílkoviny kravského mléka. Expoziční fáze by, vzhledem i k možným silnějším reakcím, měla být ovšem podstoupena pod dohledem lékaře.
Intolerance ke kravskému mléku může být spojena s intolerancí na hovězí maso.